# Centro de Convenciones Ulysses Guimarães
El Centro de Convenciones Ulysses Guimarães (en portugués: Centro de Convenções Ulysses Guimarães) es un complejo multiusos (convenciones, eventos, conciertos) ubicado en el SDC- Sector de divulgación cultural- Eje Monumental de Brasilia, la ciudad capital del país sudamericano de Brasil. Pertenece al Gobierno del Distrito Federal está vinculado a su Secretaría de Turismo. Diseñado por el arquitecto Sérgio Bernardes, fue renovado, ampliado y parcialmente inaugurado en 2005 como el tercer centro de convenciones más grande en el país, detrás del Pabellón de Anhembi y el Riocentro, pudiendo recibir simultáneamente 9.400 personas sentadas.